# Centre d'art contemporain (Sienne)
Pour les articles homonymes, voir Centre d'art contemporain (homonymie).
Le Centre d'art contemporain de Sienne est le musée d'art contemporain de la ville de Sienne en Toscane, devenu le SMS contemporanea en 2008.
Il fut d'abord hébergé dans le Palazzo delle Papesse, un palais de la ville de Sienne en Toscane, situé, 126, Via di Città, une des rues du centre, qui serpenta au-dessus du Campo.
En relation avec le complexe muséal de l'Hôpital Santa Maria della Scala, le 1er juin 2008, le centre déménagea dans le complexe muséal Santa Maria della Scala, et devint le SMS contemporanea.

## Les expositions
Le centre organise des expositions, collectives ou personnelles, il fait une partie du PARMI ART - Réseau Toscan d'Art Contemporain, un réseau public d'initiatives et des centres sur le territoire toscan créé pour soutenir les arts et les cultures contemporaines.

### Expositions
En 2008
- .za giovane arte dal sudafrica
- Paul Morrison - Bookshop

En 2007
- NUMERICA
- Errore di sistema - System Error, War is a force that gives us meaning

En 2006
- D'Ombra - di Lea Vergine
- Good Vibrations - Le arti visive e il Rock
- Leonardo Drew
- Nari Ward

En 2005
- Guardami. Percezione del video
- Identità&Nomadismo
- Niamh O’Malley - Window
- Anya Gallaccio the look of things
- Elisa Sighicelli Sottovoce
- Sergio Prego Sunoise

En 2004
- Invisibile
- Ipermercati dell’arte. Il consumo contestato
- Petulia Mattioli - Russell Mills| Hold
- 4X4
- CAVEAU-Laura Vinci
- ZERO. 1958-1968 tra Germania e Italia
- Carlos Garaicoa, La misura di quasi tutte le cose
- Jaume Plensa, Fiumi e cenere
- Richard Wilson (en), Bank Job

En 2003
- Flesh for Fantasy
- Il Palazzo delle Libertà
- Luca Pancrazzi